# Przywrotnik żółtawozielony
Przywrotnik żółtawozielony (Alchemilla xanthochlora Rothm.) – gatunek rośliny wieloletniej z rodziny różowatych. Rośnie w Europie. W Polsce występuje głównie w Sudetach i Karpatach.

## Morfologia

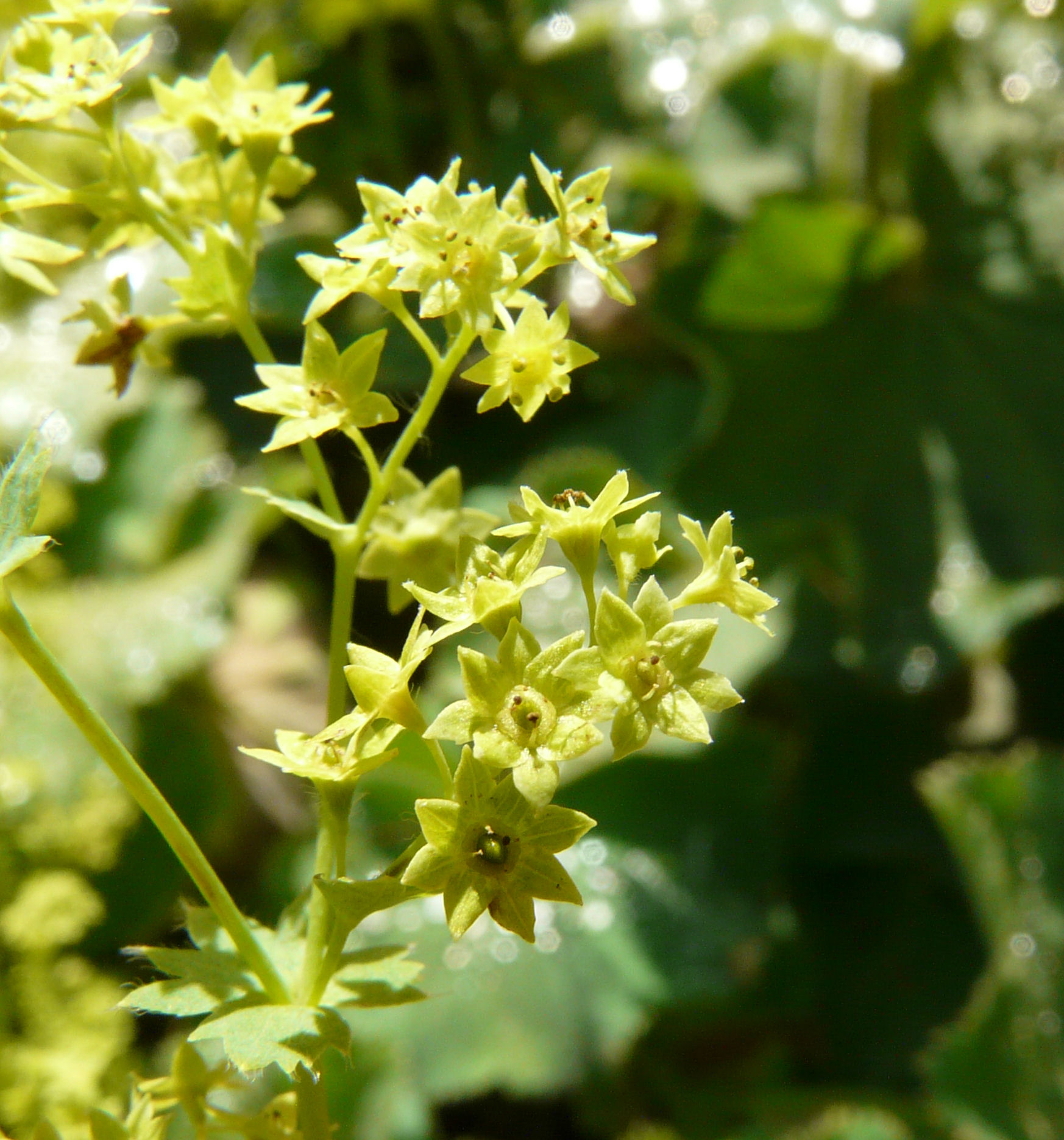
Kwiaty

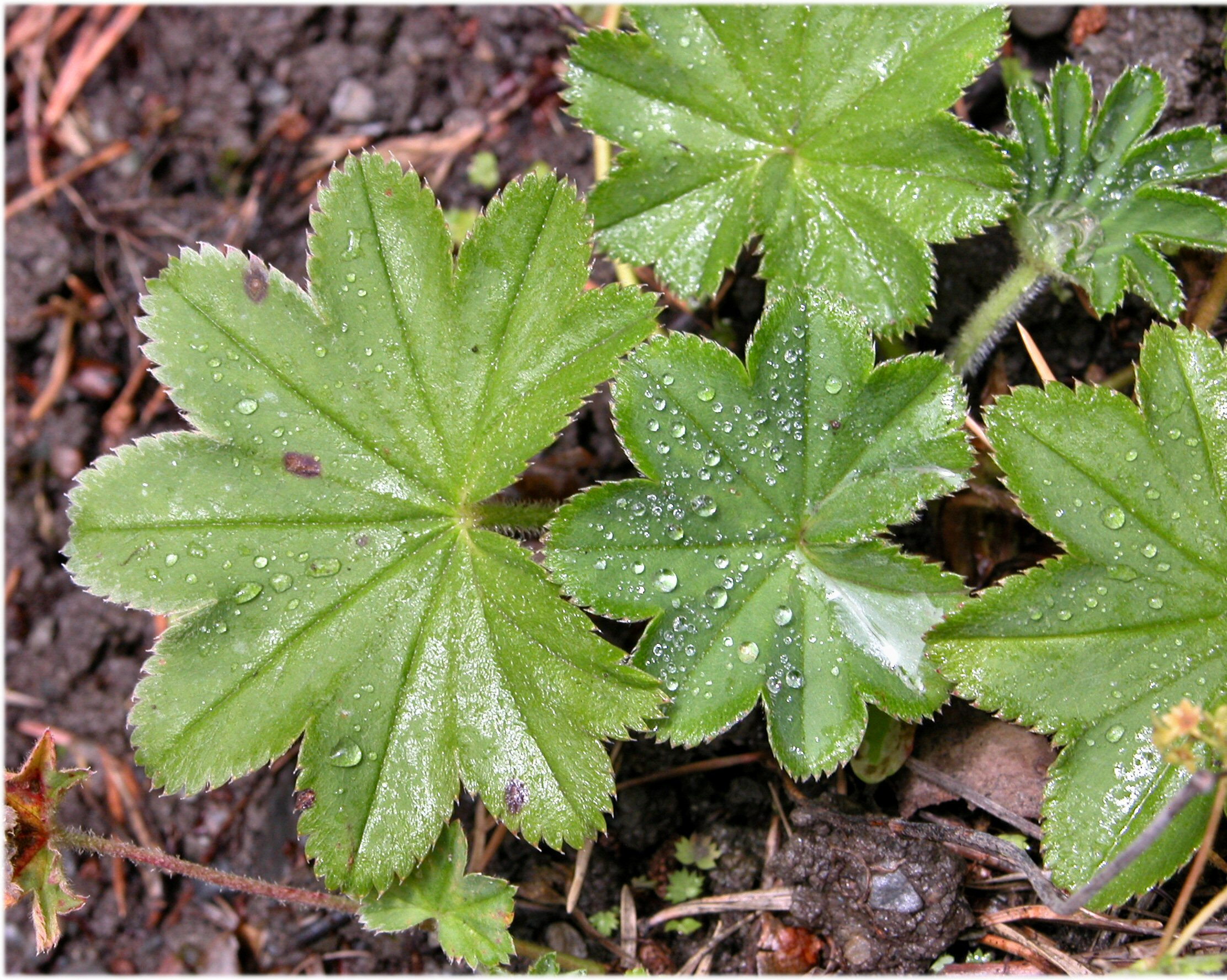
Liście

ŁodygaGęsto, miękko, prostopadle odstająco owłosiona.
LiścieOgonki liściowe owłosione jak łodyga. Liście duże, płaskie, nerkowate lub okrągławonerkowate, 9-11-klapowe, od góry nagie, od spodu odstająco owłosione. Klapy zaokrąglone, z 7-12 szerokimi, niejednakowymi, ostrymi ząbkami.
KwiatyMałe, żółtawe, zebrane w gęste pęczki, te z kolei zebrane w rozłożysty kwiatostan. Hypancja nagie. Działki kielicha nagie. Listki kieliszka krótsze od działek. Działki krótsze od hypancjum.

## Biologia i ekologia
Bylina, hemikryptofit. Rośnie na łąkach, halach i w lasach. Kwitnie od czerwca do sierpnia. Gatunek charakterystyczny wysokogórskich ziołorośli i traworośli z klasy Betulo-Adenostyletea.